# توماس اسپرنگرس
توماس اسپرنگرس (انگلیسی: Thomas Sprengers؛ زادهٔ ۵ فوریهٔ ۱۹۹۰ ‏(۳۵ سال)) دوچرخه‌سوار اهل بلژیک است.
از باشگاه‌هایی که در آن بازی کرده‌است می‌توان به تیم لوتو–سودال و اسپورت فلاندر-بالوزه اشاره کرد.